# Robert J. Vance

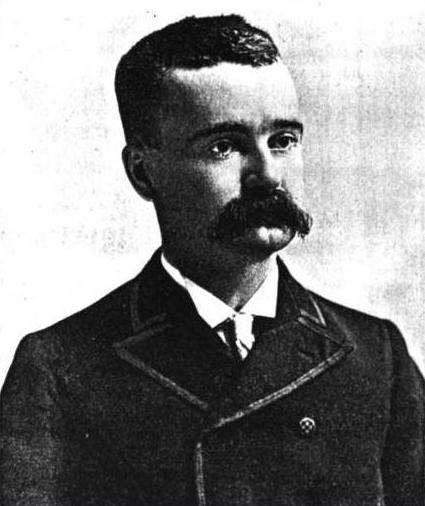
Robert J. Vance

Robert Johnstone Vance (* 15. März 1854 in New York City; † 15. Juni 1902 in Montreat, North Carolina) war ein US-amerikanischer Politiker. Zwischen 1887 und 1889 vertrat er den ersten Wahlbezirk des Bundesstaates Connecticut im US-Repräsentantenhaus.

## Werdegang
Robert Vance besuchte die öffentlichen Schulen seiner Heimat. Im Jahr 1870 zog er nach New Britain in Connecticut. Dort absolvierte er die High School. Zwischen 1878 und 1887 war er Ratsschreiber (City Clerk) seiner neuen Heimatstadt. Ab 1881 war er auch Verleger und Herausgeber der Zeitung „New Britain Herald“. Vance war Mitglied der Demokratischen Partei. Im Jahr 1886 wurde er in das Repräsentantenhaus von Connecticut gewählt.
Bei den Kongresswahlen desselben Jahres wurde er im ersten Distrikt von Connecticut in das US-Repräsentantenhaus in Washington, D.C. gewählt, wo er am 4. März 1887 die Nachfolge des Republikaners John R. Buck antrat. Da er aber bereits die folgenden Wahlen im Jahr 1888 gegen William E. Simonds verlor, konnte Vance bis zum 3. März 1889 nur eine Legislaturperiode im Kongress verbringen.
Nach dem Ende seiner Zeit im US-Repräsentantenhaus widmete sich Vance wieder seinen privaten Geschäftsinteressen. Von 1893 bis 1895 war er Arbeitsminister (Labor commissioner) des Staates Connecticut. Danach amtierte er zwischen 1896 und 1897 als Bürgermeister von New Britain. In seinem Todesjahr 1902 war er Mitglied einer Versammlung zur Überarbeitung der Staatsverfassung. Robert Vance starb am 15. Juni 1902 in North Carolina und wurde in New Britain beigesetzt.